# حلمي محمد القاعود
حلمي محمد القاعود (1365- 1446 هـ / 1946- 2025 م) مفكِّر إسلامي، وكاتب باحث، وأديب روائي، وناقد مصري، وأستاذ جامعي. له الكثير من المؤلفات والمقالات في النقد الأدبي والإعلام والسياسة، في منابر صَحَفية شتَّى، أبرزها جريدة الأهرام، والمساء، والوفد، ومجلة الهلال، ووجهات نظر، وفصول، وإبداع. وهو عضو رابطة الأدب الإسلامي العالمية.

## سيرته
وُلد حلمي محمد القاعود في قرية المجد بمركز الرحمانية بمحافظة البحيرة، يوم الجمعة 3 جُمادى الأولى 1365هـ الموافق 5 أبريل (نَيْسان) 1946م.
درس اللغة العربية وآدابها في كلية الآداب بجامعة القاهرة، وحصل منها على الإجازة (ليسانس) عام 1977. ثم حصل على شهادة (دكتوراه) في البلاغة والنقد الأدبي والأدب المقارن من كلية دار العلوم (جامعة القاهرة) عام 1986.
بدأ حياته العملية مدرِّسًا في قسم اللغة العربية بكلية الآداب في جامعة طنطا، وأُعير أستاذًا مشاركًا إلى كلية المعلِّمين بالرياض من 1989 إلى 1994. وفي عام 1999 حصل على درجة الأستاذية، وتولى رئاسة قسم اللغة العربية بكلية الآداب في جامعة طنطا من 1999 إلى 2002.

## مؤلفاته
له العديد من المؤلفات المطبوعة في النقد والأدب والبلاغة والإسلاميات والسياسة وأعمال إبداعية بين رواية وقصة وحقق عدد من الكتب منها:
أولًا: الأدب والنقد
1. الرواية التاريخية في أدبنا الحديث:[15] دراسة تطبيقية، دار الاعتصام القاهرة (1990)، الهيئة العامة لقصور الثقافة، القاهرة، مصر (2003)، دار العلم والإيمان للنشر والتوزيع، دسوق، مصر (2010)، مبدعون للنشر والتوزيع، القاهرة (2019).
2. الرواية الإسلامية المعاصرة: دراسة تطبيقية، نادي جازان الأدبي، السعودية (1998)[16]، دار العلم والإيمان للنشر والتوزيع، دسوق، مصر (2008).
3. حوار مع الرواية المعاصرة في مصر وسوريا، دار إشبيلية للدراسات والنشر والتوزيع، دمشق- سوريا (1998).
4. الوعي والغيبوبة: دراسات في الرواية المعاصرة، كنوز إشبيليا للنشر والتوزيع، الرياض، (2007).[17]
5. الحكاية كلها معاصرة: دراسات في الرواية، دار حضر موت، المكلا، اليمن (2011).
6. حكايات الجواري والعبيد (الرواية المضادة)، دار البشير للثقافة والعلوم، القاهرة، مصر (2019).[18][19][20]
7. الواقعية الإسلامية في روايات نجيب الكيلاني: دراسة نقدية، رابطة الأدب الإسلامي العالمية، مكتب البلاد العربية/ دار البشير، عمان، الأردن (1996)، دار العلم والإيمان للنشر والتوزيع، دسوق، مصر (2008)، دار النابغة، طنطا، مصر (2021).[21][22]
8. أضواء على الرواية الإسلامية المعاصرة، وزارة الأوقاف والشئون الإسلامية، سلسلة روافد، الكويت (2009).
9. نحو رواية إسلامية، ملحق المجلة العربية رقم (29)، الرياض، 1999م.
10. مدرسة البيان في النثر الحديث، دار الإعتصام، القاهرة، مصر، دار البشير للعلوم والثقافة، القاهرة، مصر (2018).
11. موسم البحث عن هوية (دراسات في القصة والرواية).
12. محمد صلى الله عليه وسلم في الشعر العربي الحديث، دار الوفاء، المنصورة، مصر (1987)، دار النشر الدولي، الرياض، السعودية (2009).
13. القصائد الإسلامية الطوال في الشعر الحديث: دراسة ونصوص، دار النشر الدولي، الرياض، السعودية (2009).
14. الورد والهالوك: شعراء السبعينيات في مصر، دار الأرقم، الزقازيق، مصر (1993)، دار الاعتصام، القاهرة، مصر (1998)، دار العلم والإيمان للنشر والتوزيع، دسوق، مصر (2008).
15. تطور الشعر العربي في العصر الحديث، دار النشر الدولي، الرياض، السعودية (2010).[23][24]
16. شعراء وقضايا: قراءة في الشعر العربي الحديث، دار العلم والإيمان للنشر والتوزيع، دسوق، مصر (2009).
17. أريج الشعر: مقاربات تأويلية في الشعر العربي المعاصر، دار النابغة، طنطا، مصر (2020)
18. النقد الأدبي الحديث بداياته وتطوراته، دار النشر الدولي، الرياض، السعودية (2006).
19. تطور النثر العربي في العصر الحديث، دار النشر الدولي، الرياض، السعودية (2008).
20. الأدب المقارن: المفهوم والتطبيق، دار النشر الدولي، الرياض، السعودية (2015).[25][26][27]
21. الأدب الإسلامي الفكرة والتطبيق، دار النشر الدولي، الرياض، السعودية (2007).
22. تيسير علم المعاني، دار النشر الدولي، الرياض، السعودية (2006).
23. إنسانية الأدب الإسلامي، مكتبة بستان المعرفة، كفر الدوار، مصر (2008).
24. مدخل إلي البلاغة القرآنية، دار النشر الدولي، الرياض، السعودية (2007).
25. مدخل إلى البلاغة النبوية، دار النشر الدولي، الرياض، السعودية (2011).[28]
26. الحداثة العربية: المصطلح والمفهوم، دار الاعتصام، القاهرة، مصر (1998).
27. الحداثة تعود
28. الغروب المستحيل (سيرة الروائي محمد عبد الحليم عبد الله)، المجلس الأعلى لرعاية الفنون والآداب والعلوم الاجتماعية، القاهرة، الغروب المستحيل (قصتي مع محمد عبد الحليم عبد الله)، دار العلم والإيمان للنشر والتوزيع، دسوق، مصر (2021).[29]
29. لويس عوض: الأسطورة والحقيقة، دار الاعتصام، القاهرة، مصر (1994)، لويس عوض في ميزان الأدب والفكر، دار العلم والإيمان للنشر والتوزيع (2021).[29][30]
30. الحلم والدهشة: دراسات أدبية، دار العلم والإيمان، دسوق، مصر (2021).
31. مطولة على أحمد با كثير، مطبوعات نادي جازان الأدبي (السعودية)
32. حصيرة الريف الواسعة، مكتبة بستان المعرفة، كفر الدوار (مصر)، 2008م.
33. الزاهد: أنور الجندي (حياته- أدبه- فكره)، دار البشير للثقافة والعلوم (2016).
34. الحلم والدهشة: دراسات أدبية، دار العلم والإيمان للنشر والتوزيع، دسوق، مصر (2021).[29]
35. بالاشتراك مع آخرين، نجيب محفوظ من الجمالية إلى نوبل، تحرير وإشراف: أسامة الألفي، الهيئة المصرية العامة للكتاب، القاهرة (2012).
36. بالاشتراك مع آخرين، أمل دنقل عابرا للأجيال، تحرير وإشراف: أسامة الألفي، الهيئة المصرية العامة للكتاب، القاهرة (2013).
37. بالإشتراك مع آخرين، عبد القادر القط: شيخ النقاد وكروان الشعر، إعداد وتقديم: أسامة الألفي، الهيئة المصرية العامة للكتاب، القاهرة (2020).[31][32]

ثانيًا: الروايات
1. الحب يأتي مصادفة (رواية عن حرب رمضان)، دار الهلال، القاهرة، (1976)، الوادي للثقافة والإعلام، القاهرة، مصر (2015).[35]
2. شغفها حبا، مبدعون للنشر والتوزيع، القاهرة (2019).[36]
3. محضر غش، مبدعون للنشر والتوزيع، القاهرة (2019).[36][37]
4. شكوى مجهولة، مبدعون للنشر والتوزيع، القاهرة (2020).
5. الرجل الأناني، مبدعون للنشر والتوزيع، القاهرة (2020).
6. اللحية التايواني، دار النابغة للنشر والتوزيع، طنطا، مصر (2020).[38][39][40]
7. الشمس الحارقة، دار البشير للثقافة والعلوم (2021).[29]
8. شجرة الجمّيز، دار النابغة للنشر والتوزيع، طنطا، مصر (2021).
9. مكر الليل والنهار.
10. مالك الملك.
11. تغريبة معروف الإسكافي.
12. مجلة الأنس.[41]

ثالثًا: القصص
1. رائحة الحبيب (مجموعة قصصية عن حرب رمضان)، عدد خاص من مجلة الثقافة الأسبوعية، القاهرة (1974)، الوادي للثقافة والإعلام، القاهرة، مصر (2015).[42][43][44]
2. منامات الشيخوخة (قصص)، اتحاد كتاب مصر، القاهرة، 2020م.[45][46]

رابعًا: السرديات
1. زمن البراءة: النيل بطعم الجوافة (الجزء الأول من السيرة الذاتية)، القاهرة (2015).
2. زمن الهزيمة: النيل لم يعد يجري (الجزء الثاني من السيرة الذاتية)، القاهرة، (2015).
3. زمن الغربة: النيل لا طعم له، (الجزء الثالث من السيرة الذاتية)، القاهرة، (2015).

### خامسًا: التحقيقات
1. فتاوى كبار الكتاب والأدباء في مستقبل اللغة العربية ونهضة الشرق العربي وموقفه إزاء المدنية الغربية، دار الفضيلة، القاهرة، مصر (2010).
2. أحسن ما كتبت (طائفة من خيرة العلماء والأدباء في الشرق العربي)، دار الفضيلة، القاهرة، (2010).
3. تاريخ علوم البلاغة والتعريف برجالها، لأحمد مصطفى المراغي، دار العلم والإيمان للنشر والتوزيع، دسوق، مصر (2021).
4. المتنبي لا يخاف الإعراب، دار العلم والإيمان للنشر والتوزيع، دسوق، مصر (2021).[29]

سادسًا: في الإسلام والسياسة والفكر
1. المدافعة.. والمداولة (قراءة في السنن والتحولات)، مكتبة سلمى الثقافية، الدار البيضاء، المغرب (2012).[47]
2. أعلام في الظل، دار البشير للثقافة والعلوم، القاهرة، مصر (2020).[48][49][50][51]
3. القيم الخلقية وإعجاز القرآن في رسائل النور عند النورسي، مفكرون للنشر والتوزيع، القاهرة، مصر (2019).
4. وجوه عربية وإسلامية (2008).
5. المآذن العالية: رجال من ذهب، دار المقاصد للتوزيع والنشر، القاهرة، مصر (2017).[52]
6. مسلمون لا نخجل، دار الاعتصام، القاهرة، مصر (1979).
7. حراس العقيدة، دار الاعتصام، القاهرة، مصر (1979).
8. الحرب الصليبية العاشرة، دار الاعتصام، القاهرة، مصر
9. العودة إلى الينابيع: فصول عن الحركة والفكرة، دار الاعتصام، القاهرة، مصر
10. الصلح الأسود: رؤية إسلامية لمبادرة السادات والطريق إلى القدس، دار الاعتصام، القاهرة، مصر
11. ثورة المساجد.. حجارة من سجيل، دار الاعتصام، القاهرة، مصر
12. الأقصي في مواجهة افيال أبرهة، مركز الإعلام العربي، القاهرة، مصر (2002).
13. معركة الحجاب والصراع الحضاري، مركز الإعلام العربي، القاهرة، مصر (2008).
14. هتلر الشرق وبلطجي العراق ولص بغداد، دار الاعتصام، القاهرة، مصر (1990).
15. جاهلية صدام وزلزال الخليج، دار المعراج الدولية للنشر، الرياض، السعودية (1990).
16. أهل الفن وتجارة الغرائز، آسام للنشر، الرياض، السعودية (1992)، دار الاعتصام، القاهرة، مصر
17. النظام العسكري في الجزائر.. ما زال يخطط لاغتيال الإرادة الإسلامية، دار الاعتصام، القاهرة، مصر (1993).
18. واسلمي يا مصر، دار البشير للعلوم والثقافة، طنطا، مصر (1993).
19. حفنة سطور: شهادة إسلامية على على قضايا الأمة، دار المعراج الدولية للنشر، الرياض، السعودية (1993).
20. التنوير: رؤية إسلامية، دار الاعتصام، القاهرة، مصر (1997).
21. دفاعاً عن الإسلام والحرية: فراءة في الأحداث والرموز، دار الاعتصام، القاهرة، مصر (1998).[53]
22. روائع القصص النبوي: في رياض النبوة (أربعة أجزاء)، دار الصحابة، طنطا، مصر (2012).[27]
23. ثقافة التبعية: المنهج، الخصائص، التطبيقات، دار الفضيلة، القاهرة (1997).
24. انتصار الدم على السيف، مركز الإعلام العربي، القاهرة، مصر (2010).
25. التمرد الطائفي. أبعاده وتجلياته، مكتبة جزيرة الورد، القاهرة، مصر (2011).
26. العمامة والثقافة.. دفاع الإسلام وهجوم العلمانية، مكتبة جزيرة الورد، القاهرة، مصر (2011).[54]
27. الأقلية السعيدة.. يوميات التمرد والتسامح، مكتبة جزيرة الورد، القاهرة، مصر (2011).
28. عباد الرحمن وعباد السلطان، مكتبة جزيرة الورد، القاهرة، مصر (2011).
29. ثورة الورد والياسمين: من سيدي بوزيد إلى ضفاف النيل، مكتبة جزيرة الورد، القاهرة، مصر (2011).[55]
30. اخلع إسلامك تعش آمنا، مكتبة جزيرة الورد، القاهرة، مصر (2011).
31. تدبير المنزل.. ما بعد الثورة، مكتبة جزيرة الورد، القاهرة، مصر (2011).
32. الضيافة والشهادة، مكتبة جزيرة الورد، القاهرة، مصر (2011).
33. عواصف الربيع العربي، مكتبة جزيرة الورد، القاهرة، مصر (2011).
34. الإسلام في مواجهة الاستئصال، دار التوزيع والنشر الإسلامية، القاهرة، مصر (2004).
35. تحرير الإسلام، دار التوزيع والنشر الإسلامية، القاهرة، مصر (2004).
36. العصا الغليظة، كتاب المختار، القاهرة، مصر

### سابعًا: في الإعلام
1. الصحافة المُهاجرة: رؤية إسلامية، دار الاعتصام، القاهرة، مصر (1992).

ثامنًا: قصص للأطفال
1. واحد من سبعة، العدد 164، سلسلة كتاب قطر الندى، الهيئة العامة لقصور الثثقافة، القاهرة، مصر

## تكريمه
- حاز على جائزة المجمّع اللغوي بالقاهرة عام 1968م.
- جائزة المجلس الأعلى لرعاية الفنون والآداب والعلوم الاجتماعية (المجلس الأعلى للثقافة) بمناسبة «يوم الأرض»، حول شعراء الأرض المحتلة عام 1974م.[بحاجة لمصدر]
- جائزة نادي جازان الأدبي في البحث الأدبي عام 1991م.
- درع وزارة الثقافة في مؤتمر أدباء مصر بدمنهور عام [56] 1998
- درع مؤسسة الاثنينية (اثنينية عبد المقصود خوجة) بمدينة جدة، مع تكريم حضره قنصل مصر وعدد من قناصل الدول العربية والأجنبية والعلماء وأساتذة الجامعات والأدباء والكتاب عام 2004م.[57][58]
- جائزة اتحاد كتاب مصر في النقد الأدبي عام 2015م.[23][24][59][60][61]
- حصل على جائزة التميز في النقد الأدبي وجائزة «التميُّز» هي أعلى جائزة في اتحاد كتاب مصر، ويكون الحاصل عليها، أو المتقدم إليها، واحد من الرواد، ومن ذوي الأسماء البارزة في مجاله الإبداعي، ومن المؤثرين على الأجيال اللاحقة له في حقله الأدبي 2020.[62][63][64][65][66]

## دراسات عنه
- (فن المقال عند حلمي القاعود: دراسة تحليلية نقدية)، رسالة ماجستير للباحث محمد عبد المطلب محمد، جامعة الأزهر (2016).[67]
- (الرؤية النقدية عند الأستاذ الدكتور حلمي محمد القاعود)، رسالة ماجستير للباحث محمد نادي توفيق، كلية الدراسات الإسلامية والعربية، جامعة الأزهر (2017).[68]
- (حلمي القاعود روائيا)، دراسة للأستاذ الدكتور إبراهيم محمود عوض، دار النابغة، طنطا، مصر (2020).[33][69][70][71]
- (مآذن من بشر.. أعلام معاصرون)، دراسة للأستاذ الدكتور خالد فهمي وأبو الحسن الجمال، وتتناول فصلا عن الدكتور حلمي محمد القاعود كأحد أعلام النقد الأدبي، دار البشير للعلوم والثقافة، القاهرة، مصر (2016).[34][72][73]
- (نحو أدب إسلامي: قراءة في رواية الحب يأتي مصادفة " للدكتور حلمي محمد القاعود)، دراسة للكاتب ثروت مكايد عبد الموجود (2010).[74]
- (وجهان للأمل.. دراسة في كتابات حلمي القاعود)، للكاتب ثروت مكايد عبد الموجود، دار الفضيلة، القاهرة، مصر (2012).[75][76]
- (على شاطئ المجد.. بمناسبة بلوغ الدكتور حلمي القاعود السبعين)، وهو كتاب تذكاري ضم مجموعة كبيرة من الدراسات والمقالات والشهادات لكبار الكتاب والمفكرين عن أدب حلمي محمد القاعود وفكره وحياته.[77][78][79][80]
- نشرت عنه بعض المقالات والدراسات التي تناولت كتاباته ومؤلفاته كتبها نقاد ودارسون متخصصون ونشرت في عدد من الصحف والمجلات المتخصصة في الأدب والنقد والثقافة.

## وفاته
توفي حلمي القاعود صباح يوم الثلاثاء 15 ذي القَعْدة 1446هـ الموافق 13 مايو (أيَّار) 2025م، عن عمر ناهز ثمانين عامًا. ودُفن بعد صلاة العصر في مسقط رأسه قرية المجد بمركز الرحمانية في محافظة البحيرة.

## وصلات خارجية
- حلمي محمد القاعود على موقع أرشيف الشارخ
- المفكر الإسلامي حلمي قاعود مع الصحفي محمد بركات - مواجهات
- رحيل د. حلمي القاعود الأديب والمفكر الإسلامي ..من هو وما هي أهم مؤلفاته ؟!